# 과거를 가진 여자
"과거를 가진 여자"는 한국에서 제작된 윤예담 감독의 1965년 영화이다. 김진규 등이 주연으로 출연하였고 홍의선 등이 제작에 참여하였다.

## 출연

### 주연
- 김진규
- 문정숙
- 주증녀